# أرييل هنري
أرييل هنري (مواليد 6 نوفمبر 1949) هو سياسي من هايتي يشغل منصب رئيس وزراء هايتي المؤقت ورئيس هايتي المؤقت منذ 20 يوليو 2021.وفي 11 مارس 2024 قد استقالته من منصب رئيس الوزراء.